# 3593 Осип
3593 Осип (3593 Osip) — астероїд головного поясу, відкритий 2 березня 1981 року.
Тіссеранів параметр щодо Юпітера — 3,698.